# Harry Valérien
Harry Valérien (* 4. November 1923 in München; † 12. Oktober 2012 auf dem Weg nach Berg am Starnberger See) war ein deutscher Sportjournalist und Autor, der vor allem als Mitbegründer und Moderator der vom ZDF in Mainz ausgestrahlten Fernsehsendung Das aktuelle Sportstudio bekannt wurde. Ab 1952 berichtete er über mehr als vier Jahrzehnte hinweg von Olympischen Spielen. Seine Spezialgebiete waren Wintersport, Schwimmen und Golf.

## Leben und Wirken
Valérien hatte drei jüngere Geschwister. Als er 14 Jahre alt war, kam die Mutter kurz vor dem Zweiten Weltkrieg bei einem Autounfall ums Leben. Sein Vater, ein Pressefotograf, starb ein Jahr später an einer Herzkrankheit. So wuchs er mit seinen drei Geschwistern beim Großvater auf. Dieser besorgte ihm eine Lehrstelle bei einem Mechaniker. Als Geselle arbeitete er dann in einem „kriegswichtigen Betrieb“. 1942 wurde er zum Kriegsdienst bei den Gebirgsjägern einberufen und geriet 1945 in amerikanische Gefangenschaft.
1946 besuchte er die Journalistischen Vorbildungskurse in München, eine von Otto Groth geführte Vorversion der Deutschen Journalistenschule. 1947 machte Valérien zunächst ein Zeitungsvolontariat beim Münchner Merkur und arbeitete dort später als Redakteur. 1949 begann er zudem, als Reporter für den Bayerischen Rundfunk zu arbeiten. 1952 kam der erste Höhepunkt in seiner Karriere, als der damals gerade erst 28-Jährige überraschend zu einem der vier deutschen Rundfunkreporter bei den Olympischen Winterspielen in Norwegen auserkoren wurde. Dabei wurde er den bislang als hochkarätig angesehenen Herbert Zimmermann vom NWDR, Ludwig Maibohm vom Hessischen Rundfunk, Gerd Krämer und Rainer Günzler vom Süddeutschen Rundfunk sowie Günther Jendrich vom Südwestfunk vorgezogen. Mit Ausnahme von 1956 war er fortan bis 1996 bei allen Olympischen Spielen als Kommentator für Hörfunk und Fernsehen dabei.
In späteren Jahren arbeitete er als Fernsehreporter auch beim ZDF, bei Sat.1 und Premiere. Rasch profilierte er sich als Spezialist für Skisport, Schwimmen und Golf. 1958 brachte ihm das sogar eine kleine Nebenrolle als Sportreporter im Skifilm Der schwarze Blitz mit dem damals populären Olympiasieger Toni Sailer ein.
Das Aktuelle Sportstudio im ZDF, das er mitbegründete, moderierte er von 1963 bis 1988 insgesamt 283 Mal. Zu seinem Markenzeichen wurden die von ihm bevorzugten bunten Pullover, vornehmlich in gelb. Immer wiederkehrend war die Frage „Auf welcher Kamera sind wir?“ – auf bairisch als „Wo simma? Wo samma? Do samma!“ vorgetragen –, wenn er während der Live-Sendung moderierte. Er war geschätzt für Charme und Fairness. „Ich mach' keine Reportagen auf Kosten anderer, und auch bei Interviews soll keiner als Sieger oder Verlierer den Ring verlassen“, lautete sein Motto. „Er hakte nach, formvollendet im Ton, doch unerbittlich in der Sache“, schrieb Dieter Kürten, früher selbst Sportstudio-Moderator, einst über seinen langjährigen Kollegen.
Der in jenen Jahren sehr populäre Sportberichter Valérien präsentierte 1972 zusammen mit der vormaligen Miss World und damaligen Moderatorin des Bayerischen Rundfunks Petra Schürmann die weiland sehr hoch eingeschätzte Wohltätigkeitsveranstaltung Stars in der Manege aus dem Circus Krone von München, die über rund vierzig Jahre hinweg einen Höhepunkt des jährlichen Fernsehkalenders darstellte.
Beachtung fand auch seine 1979 ausgestrahlte dreiteilige Dokumentation über den seinerzeitigen Fußball-Bundestrainer Helmut Schön, die im Rahmen des zwischen 1963 und 1989 ausgestrahlten ZDF-Fixtums Der Sport-Spiegel gesendet wurde.
Beide wohnten zu der Zeit in Wiesbaden, dem damaligen Sitz des ZDF.
Er war unter anderem Moderator bedeutender Fußballwettkämpfe wie der Weltmeisterschaft 1982 und der Europameisterschaft 1984.
Als er 1983 ZDF-Sportchef werden sollte, lehnte Valérien ab: „Ich bleibe lieber Reporter, das sagt mir mehr zu als jede Verwaltung.“ In späteren Jahren berichtete Valérien auch gerne für Sat.1 und Premiere vom Golf. Dass er nicht nur sportlich beschlagen war, bewies Valérien unter anderem bei seinen Auftritten in der ZDF-Talkshow Live an der Seite von Amelie Fried, als Leiter und Moderator des ZDF-Verkehrsmagazins Telemotor (ab 1977) oder als Interviewer in der ZDF-Reihe Sonntagsgespräch.
Valérien engagierte sich als einer der ersten gegen Doping im Sport und zählte neben Sportgrößen jeglicher Couleur auch Weltstars wie Bud Spencer als ehemaligen Schwimmer oder Elton John als Präsident eines englischen Fußballklubs zu seinen Gästen.
Mit der Berichterstattung über Sportereignisse gab sich Valérien aber nicht zufrieden. Ein Ereignis von 1973 ging sogar in die Sportgeschichte ein, als er den Olympiadritten über 200 Meter Freistil, Werner Lampe, zu einem Wettschwimmen aufforderte. Valérien, damals mit knapp 50 Jahren mehr als doppelt so alt wie der 21-jährige Lampe, startete zum Vergnügen der Zuschauer mit Schwimmflossen – und schlug eine Zehntelsekunde vor dem Spezialisten an.
Zu den zahlreichen Auszeichnungen, die er im Lauf der Jahre erhielt, gehören der Bambi, den er in den Jahren 1972, 1979, 1990 und 2005 erhielt, die Goldene Kamera, welche ihm in den Jahren 1965, 1976 und 1988 verliehen wurde, sowie 2004 der Ehrenpreis des Bayerischen Ministerpräsidenten beim Bayerischen Fernsehpreis und 2009 der Herbert-Award für das Lebenswerk. 2002 wurde ihm der Bayerische Sportpreis in der Kategorie Herausragende Präsentation des Sports verliehen.

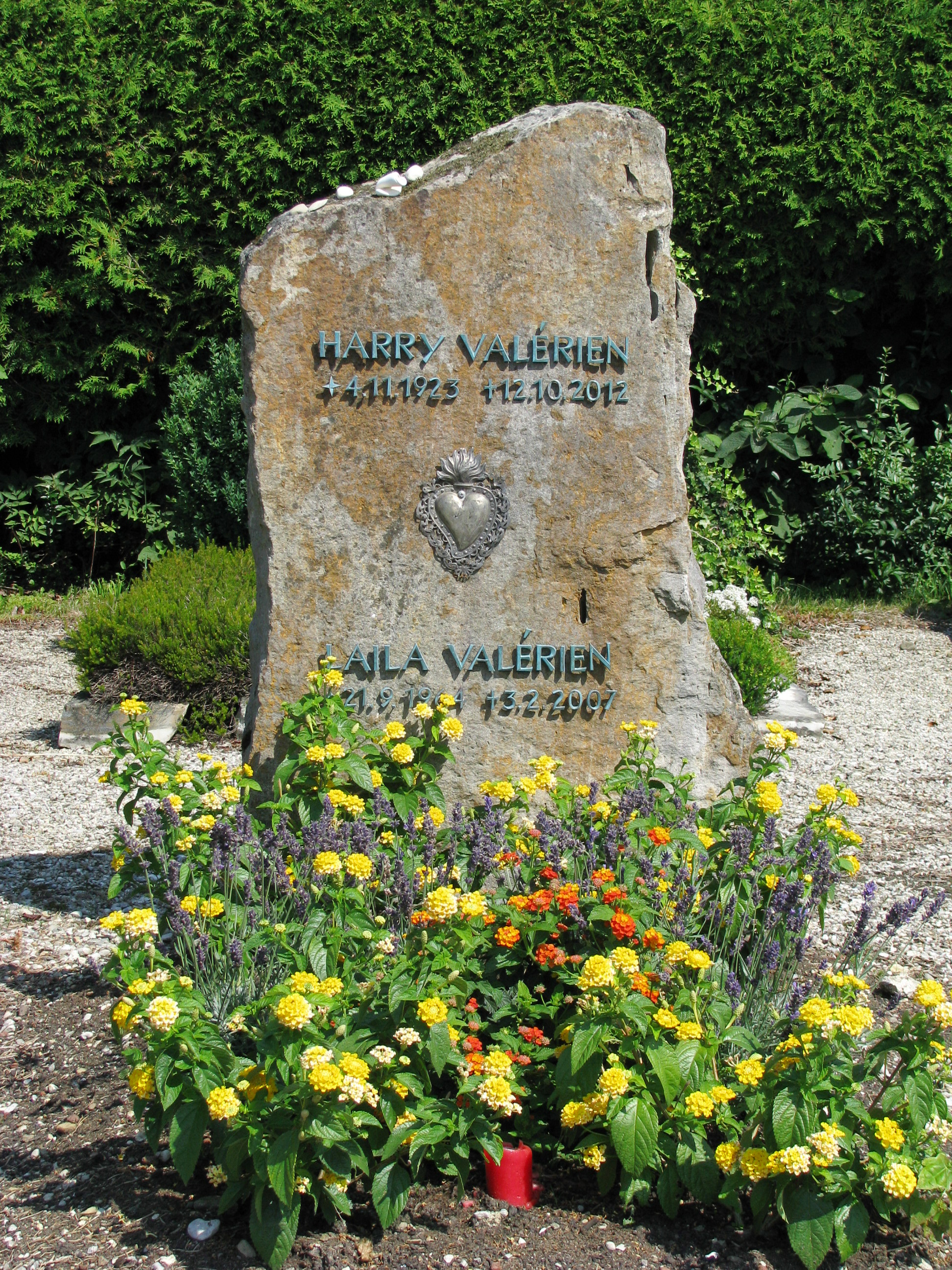
Grab von Harry Valérien auf dem Friedhof Aufkirchen (2014)

Valérien sei 2012 nach Darstellung seines Schwiegersohns auf der Rückfahrt von einem Treffen mit ehemaligen Kollegen und Skirennläufern in Oberaudorf nach Berg am Starnberger See auf dem Beifahrersitz im Auto „friedlich eingeschlafen und an Herzversagen gestorben“. „Er starb etwa an der Stelle, an der seine Mutter bei einem Autounfall ums Leben gekommen war“, berichtete Rainer Holbe.
Valériens Grab befindet sich auf dem Friedhof von Aufkirchen in Berg am Starnberger See. In dem Grab wurde auch seine Tochter Laila, die fünf Jahre vor ihm an Brustkrebs starb, bestattet.

## Familie
Valérien lebte mit seiner Frau, der früheren norwegischen Skirennläuferin Randi, die sich international für nukleare Abrüstung und Montessori-Schulen einsetzte, am Starnberger See. Die gemeinsamen Töchter Tanja und Laila wurden 1962 bzw. 1964 geboren. Laila starb 2007 an Brustkrebs, Tanja ist mit dem Bergsteiger Stefan Glowacz verheiratet. Der ehemalige Basketballprofi Malo Valérien ist ein Enkel von Harry Valérien.

## Buchveröffentlichungen
Valériens zahlreiche Bücher, die sportliche Themen teilweise auch aus ungewöhnlichem Blickwinkel beleuchten, wurden fast alle zu Bestsellern. Sofern in der Auflistung hinter dem Erscheinungsjahr ein * steht, könnte es sich um eine spätere Neuauflage handeln.
- mit Christian Zentner: Olympia ’68. Südwest Verlag, München 1968.
- mit Christian Zentner: Fußball ’70. Südwest Verlag, München 1970.
- Olympia München 1972. München, Kiel, Sapporo. Südwest Verlag, München 1982*.
- Fußball 74 – Weltmeisterschaft. Südwest Verlag, München 1974.
- mit Christian Zentner: Olympia 1976. Montreal, Innsbruck. Südwest Verlag, München 1985*.
- Fußball 78 – Weltmeisterschaft Argentinien. Südwest Verlag, München 1978.
- Fußball ’80 – Europameisterschaft, Europapokale, Bundesliga. Südwest Verlag, München 1980.
- Olympia ’80. Moskau und Lake Placid. Südwest Verlag, München 1982.
- mit Christian Zentner: Fußball ’82. XII. Weltmeisterschaft vom 13. Juni bis 11. Juli 1982 in Spanien. Südwest Verlag, München 1984*.
- mit Christian Zentner: Fußball ’84. V. Europameisterschaft vom 12. bis 27. Juni 1984 in Frankreich. Bundesliga-Pokale. Südwest Verlag, München 1986*.
- mit Christian Zentner: Olympia ’84. Los Angeles, Sarajevo. Südwest Verlag, München 1986*.
- Harry Valériens Sport-Reporte. Bilder, Ereignisse, Dokumente. Südwest Verlag, München 1985.
- Fußball ’86. Weltmeisterschaft in Mexiko. 1986.
- mit Christian Zentner: Fußball-EM ’88 Deutschland. VIII. Fußball-Europameisterschaft von 10. bis 25. Juni 1988. Südwest Verlag, München 1988.
- mit Christian Zentner: Olympia 1988. Seoul, Calgary. Südwest Verlag, München 1988.
- Golf, Faszination eines Weltsports. Südwest Verlag, München 1989.
- mit Christian Zentner: Fußball-WM ’90 Italien. Südwest Verlag, München 1990 (Platz 1 der Spiegel-Bestsellerliste im Jahr 1990).
- Olympia '92. Die Winterspiele Albertville. Südwest Verlag, München 1992.
- Lillehammer '94. Das Olympiabuch. Sportverlag, Berlin 1994.
- USA '94. Sportverlag, Berlin 1994.
- Atlanta. Das Olympiabuch 1996. Sportverlag, Berlin 1996.

## Auszeichnungen
- Goldene Kamera der Fernsehzeitschrift Hörzu (3-mal: 1965, 1976, 1988)
- Goldener Bambi für den besten Sportreporter des Jahres (3-mal: 1972, 1979, 1990)
- Goldener Gong für die Reportage vom Sturz-Spektakel beim Abfahrtsrennen in Kitzbühel 1981 (1981)
- „Oskar“ (Österreich)
- Telestar (1988)
- Goldene Ehrennadel der Stadt München (1983)
- Bayerischer Fernsehpreis – Ehrenpreis des Bayerischen Ministerpräsidenten (2004)
- Herbert-Award in der Kategorie HERBERT-Award für das Lebenswerk (2009)
- Aufnahme in die Hall of Fame des deutschen Sports (2013)[6]

## Fernsehporträt
- Jenseits des Mikrofons – Harry Valérien. In: br.de. Archiviert vom Original (nicht mehr online verfügbar) am 1. August 2013; abgerufen am 22. April 2019 (in der Reihe „Lebenslinien“; Dauer: 45 Minuten; Regie: Franz Deubzer; Bayerisches Fernsehen; Erstausstrahlung: 11. Oktober 2010).